# Paul Cocuet
Paul Cocuet est un rameur d'aviron français. 

## Carrière
Membre de la Société nautique de la Marne, Paul Cocuet remporte la médaille d'or en quatre avec barreur ainsi qu'en huit aux Championnats d'Europe d'aviron 1894 à Mâcon ainsi qu'aux Championnats d'Europe 1895 à Ostende.
Il participe aux Jeux olympiques de 1900, sans obtenir de médaille.